# Богдан IV Лапушанин
Богдан IV Лопушанин (9 травня 1555, інколи 1553 — липень 1574, інколи 1577) — господар Молдови (9/16 березня 1568-15 лютого 1572). 

## З життєпису
Отримав молдовський трон по смерті батька, господаря Олександра IV Лопушанина, маючи не повних 15 років. Перших два роки, до своєї смерті, всіма справами держави займалась його мати — княгиня Руксандра (Розанда), донька господаря Петра IV Рареша. Вона намагалась дотримуватись дипломатичних відносин із султаном Селімом ІІ, тоді як Богдан з боярами підтримував ближчі стосунки з Польщею, оскільки свою молодість він провів при польському королівському дворі. Богдан оточив себе польською шляхтою, надаючи їм високі державні пости, чим викликав невдоволення османів, які тримали на поготові нового кандидата і вичікували зручного моменту. В 1569 році він склав васальну присягу Польській короні, визнавши себе ленником польського короля Сигізмунда ІІ Августа.
Це використав Івоня Лютий, син господаря Стефана IV Молодого і вірменки, за що був названий Івонею Вірменином; і з допомогою османів отримав молдовський трон. В 1570 Розанда померла, а ще 2 жовтня 1569 Богдан уклав з королем договір проти будь-якого противника. В лютому 1572 Богдан IV змушений був залишити трон і шукати захисту в Польщі. Польський король Сигізмунд II Август замість того, щоб послати війська та утримати Богдана IV на молдовському троні, послав посла Тарановського до султана Селіма ІІ. На підтримку Богдана стала руська та подільська прикордона шляхта на чолі з Мелецьким, які здійснили військовий похід проти турків, але їхніх сил було не достатньо, щоб протистояти великим силам османів.
Богдан за власну образу був схоплений та ув'знений шляхтичем Кшиштофом Зборовським в одному з його замків (Єзупіль) і тому Сулейман ІІ поставив на трон Івоню Лютого. Богдан залишався в Хотині, до того часу поки Івоня не склав присягу на вірність Польщі. Івоня поставив Польщі вимогу, щоб Богдан покинув територію Молдови. Богдан, пробуючи повернути собі трон, шукав підтримки при інших європейських дворах, зокрема у Відні, Дрездені, Парижі та Копенгагені, врешті, помер в Москві в 1574 році, шукаючи й там собі союзника. За однією версією, цар Іван IV Грозний звинувативши його в єресі, наказав зашити колишнього володаря Молдови в мішок і кинути живцем в річку, втопивши його таким чином.
Івоня, відчувши достатньо сил, щоб стати незалежним від османів, склав присягу на вірність Польщі, вже після смерті Сигізмунда ІІ Августа, Язловецькому.
Найвірогідніше, його сином був майбутній господар Молдови і Валахії Олександр V Злий.